# إدواردو بورتيلا
إدواردو بورتيلا (سلفادور، باهيا 8 أكتوبر 1932 - ريو دي جانيرو 2 مايو 2017) كان كاتب مقالات ومؤلف وأستاذ فخريًا برازيلي في جامعة ريو دي جانيرو الفيدرالية. قام بتأليف ثلاثين كتابًا، وكان رئيس المؤتمر العام لليونسكو.
في عام 1981 أصبح إدواردو بورتيلا سادس شاغل للمقعد السابع والعشرين لأكاديمية الآداب البرازيلية، التي كان راعيتها أنطونيو بيريجرينو ماسييل مونتيرو. كان لدى إدواردو بورتيلا فكرة متقدمة بشكل ملحوظ تدور حول، الأول: تصور الواقع في رفض التقسيم الثلاثي الخطي للزمن الحاضر الماضي المستقبل مقترحًا الفهم المتزامن للوقت، ثانيًا: تعريف الأدب والفن على أنهما أبعاد مكوّنة للإنسان، ثالثًا: وضع علامة على الحرية على أنها مصير الوجود. تم تكريمه بعد وفاته خلال بينالي ريو للكتاب الثامن عشر في سبتمبر 2017 من قبل الوزراء خوسيه ميندونكا فيليو وسيرجيو سا ليتاو. حصل على أعلى وسام للثقافة البرازيلية وسام الاستحقاق الثقافي في ديسمبر 2017.
توفي بورتيلا من مضاعفات الالتهاب الرئوي في 2 مايو 2017 عن عمر يناهز 84 عامًا.